# Michel G. Lelong
Michel G. Lelong ( 1932 - ) es un botánico, y agrostólogo estadounidense, habiendo desarrollado actividades académicas en el "Departamento de Biología", de la Universidad de Alabama Sur.

## Algunas publicaciones
- Freckmann, rw; mg Lelong. 2002. Nomenclatural changes and innovations in Panicum and Dichanthelium (Poaceae: Paniceae). Sida 20: 161-74
- ----, ----. 2003. Panicum L. pp. 450-488 in Flora of North America Editorial Committee, ed. Flora of North America & North of Mexico

- La abreviatura «Lelong» se emplea para indicar a Michel G. Lelong como autoridad en la descripción y clasificación científica de los vegetales.[2]